# Karel Domin
Karel Domin, född den 4 maj 1882 i Kutná Hora, död den 10 juni 1953 i Prag, var en tjeckisk botaniker och politiker.
Han studerade botanik vid Karlsuniversitetet i Prag och examinerades därifrån 1906, 1916 utsågs han till professor i botanik. Domin specialiserade sig på växtgeografi och taxonomi. Han blev ledamot i Tjeckoslovakiska vetenskapsakademien och publicerade många vetenskapliga arbeten samt grundade ett botaniskt institut vid universitetet. Mellan 1933 och 1934 var han Karlsuniversitetets rektor samt mellan 1935 och 1939 parlamentsledamot. Efter Münchenöverenskommelsen var han en av grundarna till en traditionalistisk politisk rörelse Akce národní obrody.
Domin anses vara den person som bidrog mest till skapandet av Tatra nationalpark.
Auktorsnamnet Domin kan användas för Karel Domin i samband med ett vetenskapligt namn inom botaniken; se Wikipediaartiklar som länkar till auktorsnamnet.